# یوجی‌سی ۲۱۴۰
یوجی‌سی ۲۱۴۰ یک کهکشان‌ است.